# Сигнал-Хилл (Кейтптаун)

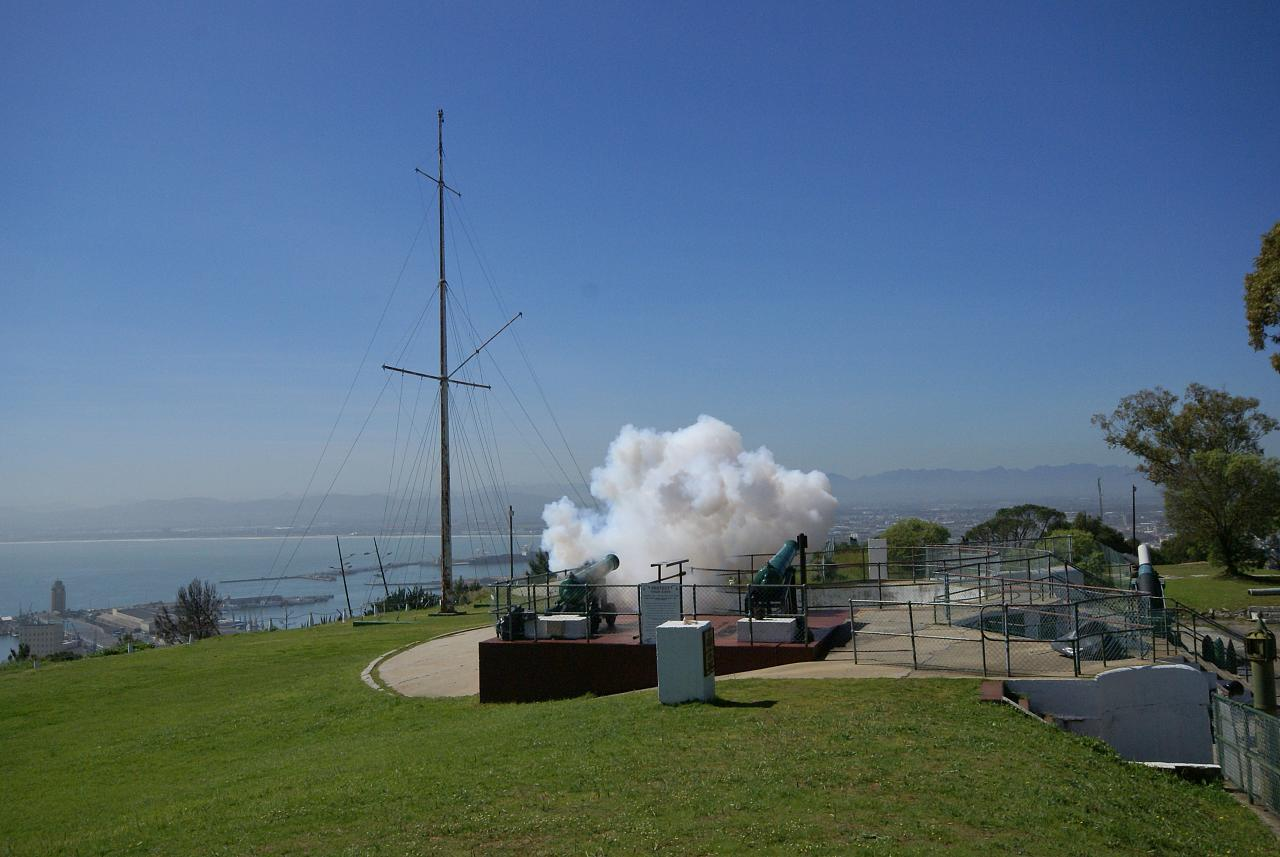
Сигнальные пушки

Сигнал-Хилл (англ. Signal Hill), Сигнальная гора — небольшая гора высотой 350 м в Кейптауне, ЮАР, расположенная возле Столовой горы и Львиной Головы.
Гора также известна как Туловище Льва (англ. The Lion's Flank), хотя это название устарело. До недавнего времени на многих картах указывалась как Крестец Льва (англ. The Lion's Rump): вместе с Львиной Головой Сигнал-Хилл похож на лежащего льва.
Раньше на горе крепили сигнальные флаги, чтобы предупреждать корабли о надвигающемся шторме, а корабли могли подавать сигналы бедствия.
Сигнал-Хилл известна установленными на её вершине сигнальными пушками Noon Gun, управлявшимися из Южноафриканской астрономической обсерватории. Они помогала морякам выставить точное время на своих хронометрах. В 1934 году для этих целей стали использовать радиосигналы.
На склонах Сигнальной горы расположен квартал Кейптауна Бо-Каап, раньше называвшийся малайским, основанный мусульманскими поселенцами, выходцами из Юго-Восточной Азии (в основном из Индонезии, Малайзии, Сингапура, Брунея).
На вершину Сигнал-Хилл ведёт дорога, откуда открывается вид на Кейптаун и окрестности, особенно на рассвете и закате.